# Temps Tôt
Temps Tôt est un fanzine québécois consacré aux littératures du genre fantastique et science-fiction publié bimestriellement à Bromptonville au Québec (Canada) d'octobre 1989 à décembre 1997.
Temps Tôt est sous-titré Une brèche dans le temps.

## Description du contenu
Le contenu du périodique Temps Tôt est composé de nouvelles de fiction inédites illustrées par des dessinateurs, de bandes dessinées inédites, des illustrations inédites, des entrevues et des reportages en lien avec le fantastique et la science-fiction, au Québec et ailleurs.
Le fanzine publie aussi des critiques, des chroniques, des articles sur les littératures du fantastique, et un courrier des lecteurs.
Les collaborateurs sont majoritairement d'origine canadienne et sont francophones.

## Historique
Le fanzine Temps Tôt, créé à l'automne 1989 et édité par Christian Martin est publié bimestriellement au Québec de 1989 à 1997 pendant quarante-six numéros.
Les 7 premiers numéros sont publiés sans aucune mention des éditions de l'À venir.
Réglé comme une horloge, la régularité de parution de Temps Tôt est saluée par le milieu de la science-fiction québécoise.
Cette régularité est assez rare pour une publication artisanale de son genre.
Fait à remarquer, le dessinateur Pierre D. Lacroix signe les illustrations ornant la couverture de tous les numéros.
Temps Tôt a officiellement cessé de paraître au mois de décembre 1997 après 46 numéros.
Un quarante-septième numéro, qui est l'œuvre d'amis et collaborateurs du fanzine, est sorti le printemps suivant en 1998.

## Fiche technique
- Éditeur : Éditions de l'À venir, (Bromptonville) ;
- Format : 13,5 X 21,5 cm ;
- Nombre de pages : 64 ;
- Type de papier : couverture en carton mat, intérieur mat ;
- Impression : photocopie, couverture en noir et blanc sur carton couleur, intérieur noir et blanc ;
- Périodicité : bimestriel ;
- Numéro 1 : octobre 1989 ;
- Numéro 46 : décembre 1997 (dernier numéro officiel) ;
- Numéro 47 : printemps 1998 (dernier numéro par des amis).

## Collaborateurs
Quelques-uns de ces collaborateurs travaillent sous un pseudonyme.

### Auteurs de bandes dessinées
Les auteurs de bande dessinée québécois sont généralement à la fois dessinateur et scénariste. Il arrive qu'ils ne pratiquent qu'une seule de ces deux disciplines, travaillant alors en équipe avec quelqu'un de l'autre discipline.
- Ashem (Hugues Morin) ;
- Dominic Béliveau (à titre de dessinateur) ;
- Sylvain Bell ;
- Joël Champetier (à titre de scénariste) ;
- Radu Cletiu ;
- Yves Denoncourt ;
- Frédérick Fontaine ;
- Richard Gendron (à titre de dessinateur) ;
- Jean-Claude Ixe (à titre de scénariste) ;
- Pierre D. Lacroix ;
- Thierry Laurand ;
- Nicolas Lehoux (à titre de dessinateur) ;
- Love (Michel D'Amours) ;
- Cédric Montag (à titre de dessinateur) ;
- Nitram (Christian Martin) (à titre de scénariste) ;
- Danny Parsons ;
- Vivian Rocray (à titre de dessinateur).

### Écrivains
- Mélissa Anctil ;
- Andriat ;
- Horia Arama ;
- Jean-Michel Archaimbault ;
- Artur Arslan ;
- Gilles Ascaride ;
- Christian Beaulieu ;
- Natasha Beaulieu ;
- René Beaulieu ;
- Aurelius Belei ;
- Michel Bélil ;
- Chris Bernard ;
- Olivier Bidchiren ;
- Vincent Blais ;
- Jean-Paul Blossom ;
- Claude Bolduc ;
- Camille Bouchard ;
- Christian Bourguignon ;
- Cartier-Jones ;
- Victor Cilinca ;
- Jean-Luc Coudray ;
- Emmanuel Courtoy ;
- Bruno Dehaye ;
- Karel Dekk ;
- Michèle De Laplante ;
- Guillaume Demers ;
- François Escalmel ;
- Mario Fecteau ;
- Sorin Francisc ;
- Franck Gauthier ;
- Jean-Sébastien Girard ;
- Christophe Goffette ;
- Christian Houle ;
- Jean-Claude Ixe ;
- Patrice Joubert ;
- Marie Kandara ;
- Pierre D. Lacroix ;
- Mélanie Lafonteyn ;
- Éric Lauzon ;
- Alain Le Bussy ;
- Daniel Leduc ;
- Mario Leduc ;
- Dany Lombard ;
- Régis Lombard ;
- Pierre Martin ;
- Laurent Mc Allister ;
- Yves Meynard ;
- Max Philippe Morel ;
- Hugues Morin ;
- Mythic ;
- Jean Bernard Oms ;
- Micky Papoz ;
- Parviz ;
- Stanley Péan ;
- Jean Pettigrew ;
- Adam Possamai ;
- Pierre Yves Proust ;
- Patrick Raveau ;
- Philippe Roy ;
- Vasile Savin ;
- Daniel Sernine ;
- Lucas Shesivan ;
- Hermel D. Simard ;
- Lorenzo Soccavo ;
- Laurine Spehner ;
- Mario Tremblay ;
- Jean-Luc Triolo ;
- Jean-Louis Trudel ;
- Daniel Turgeon ;
- Françoise Urban-Menninger ;
- Éric Vaillancourt ;
- Marc Vaillancourt ;
- Dominik Vallet ;
- Patrick Verlinden ;
- Mike R. Villeneuve ;
- Élisabeth Vonarburg ;
- Hugo Wolf.

### Illustrateurs
- Stéphane Alarie ;
- Ashem (Hugues Morin) ;
- Yannick Asselin ;
- Sylvain Bell ;
- Chantal Beloeil ;
- Julie Bergeron ;
- Claude Bordeleau ;
- François Caillé ;
- Denis Chiasson ;
- Radu Cletiu ;
- Yves Denoncourt ;
- Sonia Dontigny ;
- François Escalmel ;
- Mario Fecteau ;
- Jean-Michel Ferret ;
- Frédérick Fontaine ;
- Michel Gagné ;
- Thierry Gayrard ;
- Hul Gipeth ;
- Carine Hubert ;
- Marie Kandara ;
- Philippe Labelle ;
- Pierre D. Lacroix ;
- Jac Lapointe ;
- Nicolas Lehoux ;
- Marie-Thérèse Martin ;
- Nathalie Mongrain ;
- Dave Morel ;
- Nitram (Christian Martin) ;
- Marc Pageau ;
- Sylvain Robert ;
- Christophe Semal ;
- Laurine Spehner ;
- Olivier Texier.